# 904
| 904                |
| ------------------ |
| Dødsfald - Fødsler |
|                    |

| Gregoriansk kalender | 904 CMIV                |
| Ab urbe condita      | 1657                    |
| Armensk kalender     | 353 ԹՎ ՅԾԳ              |
| Kinesiske kalender   | 3600 – 3601 癸亥 – 甲子 |
| Etiopisk kalender    | 896 – 897               |
| Jødisk kalender      | 4664 – 4665             |
| Hindukalendere       |                         |
| - Vikram Samvat      | 959 – 960               |
| - Shaka Samvat       | 826 – 827               |
| - Kali Yuga          | 4005 – 4006             |
| Iransk kalender      | 282 – 283               |
| Islamisk kalender    | 291 – 292               |

Se også 904 (tal), havnebus 904